# 陈凤翰
陈凤翰（？—？），山东潍县人，清朝政治人物。进士出身。
陈凤翰为嘉慶十九年（1814年）甲戌科进士。曾于道光十八年（1838年）接替刘学厚任邵武府知府一职，道光二十年（1840年）由中佑接任。